# دروغین‌آب‌ششان
دروغین‌آب‌شُشان (نام علمی: Nothobranchiidae) نام یک تیره از راسته کپوردندان‌ماهی‌سانان است.